# Xét nghiệm tiền sản
Xét nghiệm trước sinh là xét nghiệm dành cho các bà mẹ mang thai để biết được thai nhi có mắc những dị tật bẩm sinh liên quan đến bất thường nhiễm sắc thể (NST), như hội chứng Down (trisomy 21), Edwards (trisomy 18), Patau (trisomy 13),...
Xét nghiệm trước sinh bao gồm: sàng lọc và chẩn đoán.
Chẩn đoán là phương pháp sử dụng mẫu thu từ các phương pháp xâm lấn (chọc ối hoặc sinh thiết gai nhau). Độ chính xác phương pháp này rất cao (100%) do sử dụng mẫu trực tiếp từ thai nhi. Tuy nhiên phương pháp này tiềm ẩn nhiều rủi ro cho thai phụ và cũng có thể phát sinh dị tật ở thai nhi: sảy thai, dò dịch ối, chảy máu âm đạo, thai bị thiếu hụt chi...
Các phương pháp sàng lọc được sử dụng để xác định những nguy cơ sinh trẻ dị tật ở thai phụ. Những thai phụ có kết quả sàng lọc nguy cơ cao được yêu cầu thực hiện chẩn đoán bằng phương pháp xâm lấn. Hiện nay có 2 hệ thống sàng lọc trước sinh: 
1. Cổ điển: kết hợp sàng lọc huyết thanh mẹ (double test, triple test) và siêu âm
2. Sàng lọc trước sinh không xâm lấn (NIPT - noninvasive prenatal testing): thực hiện trên vật liệu di truyền (DNA) với độ chính xác rất cao (>99%)[2]

### Sàng lọc huyết thanh mẹ
2 phương pháp sàng lọc huyết thanh được sử dụng phổ biến hiện nay là: double test và triple test. Độ chính xác của phương pháp này không cao. Cứ 20 phụ nữ có kết quả nguy cơ cao bằng sàng lọc huyết thanh, thì chỉ có 1 trường hợp là dương tính thực sự. Và cứ 20 phụ nữ mang thai mắc bệnh Down thì có đến 3-4 trường hợp được xác định nguy cơ thấp. Mặc dù vậy, đây vẫn là phương pháp phổ biến do công nghệ đơn giản và chi phí không cao.

#### Double Test
Phương pháp xét nghiệm này thực hiện ở quý I của thai kỳ (từ 11 tuần 1 ngày đến 13 tuần 6 ngày). Double Test là xét nghiệm sàng lọc sử dụng các xét nghiệm Hóa sinh như định lượng β-hCG tự do và PAPP-A trong máu thai phụ và đo độ mờ da gáy bằng siêu âm, tuổi mẹ, tuổi thai nhằm đánh giá một số nguy cơ mắc các hội chứng Down, Edward hoặc Patau ở quý 1 của thai kỳ.
Độ âm tính giả và dương tính giả của double test rất cao. Do đó xét nghiệm này chỉ mang tính chất tham khảo tương đối. Và cần phải phối hợp với nhiều chỉ số khác: siêu âm; triple test; chọc dò dịch ối... để đưa ra các kết luận về thai kỳ.

Xét nghiệm Double test tìm ra nguy cơ của 3 nhóm là hội chứng Down, Tam nhiễm sắc thể 13 (Trisomy 13) hay 18 (Trisomy 18). Double test bằng cách lấy máu mẹ, từ đó có được chỉ số cần xét nghiệm kết hợp với chỉ số mờ da gáy khi siêu âm để tính ra nguy cơ bệnh của thai.

#### Triple Test
Phương pháp xét nghiệm Triple test được làm ở quý II của thai kỳ (từ tuần thứ 14 đến tuần thứ 22) và cũng sử dụng mẫu máu của người mẹ.
Triple test còn được gọi là bộ 3 xét nghiệm, bởi vì chúng cho biết 3 chỉ số: hCG, AFP và estriol. Từ đó có thể tính được nguy cơ dị tật của thai.
Trong trường hợp thai phụ chưa được làm xét nghiệm Double test trong gia đoạn như trên thì sẽ được làm xét nghiệm này khi thai được khoảng 15 – 20 tuần tuổi, nhưng trong khoảng 16-18 tuần tuổi của thai nhi sẽ cho kết quả chính xác nhất (xét nghiệm huyết thanh AFP, Free β- hCG và uE3, sau đó kết hợp giá trị xét nghiệm với tuổi mẹ, cân nặng mẹ, chủng tộc, tuổi thai, số thai), để tính ra chỉ số nguy cơ.

### Siêu âm
Siêu âm được sử dụng kết hợp với sàng lọc huyết thanh mẹ để tính nguy cơ mắc dị tật của thai. Tuy nhiên không phải dị tật nào cũng có biểu hiện hình thái. Ví dụ: siêu âm đo độ mờ da gáy để phát hiện Down. Trẻ có độ mờ da gáy dày tức là có nguy cơ mắc Down. Tuy nhiên, 25% trẻ mắc Down có độ mờ da gáy bình thường. 50% trẻ mắc Down không có biểu hiện bất thường về mặt hình thái. Theo các bác sĩ, có 3 lần siêu âm được coi là bắt buộc để xác định thai có bình thường hay không.
Phương pháp sàng lọc trước sinh cổ điển đã có vai trò nhất định trong việc giảm tỷ lệ sinh ra các trẻ bị dị tật bẩm sinh. Tuy nhiên phương pháp này cho độ chính xác không cao; dẫn đến các chỉ định chọc dò dịch ối tràn lan và mang lại những lo lắng quá mức cho thai phụ trong suốt quá trình mang thai. Trung bình, cứ 100 trường hợp thực hiện sàng lọc trước sinh cổ điển (double test; triple test; siêu âm đo độ mờ da gáy) cho thấy có nguy cơ cao và được chỉ định chọc dò dịch ối thì chỉ có 4 trường hợp là thai nhi thực sự mang bệnh; trong khi đó tỉ lệ sảy thai do chọc dò dịch ối là 1%. Điều đó có nghĩa là để phát hiện được 4 trường hợp trẻ bị bệnh, người ta có thể làm chết một trẻ bình thường, không mang bệnh. Chính vì lý do đó, các nhà khoa học trên thế giới đã phát triển phương pháp sàng lọc trước sinh không xâm lấn (NIPT), đây là phương pháp có độ chính xác cao, và tuyệt đối an toàn cho thai phụ. Phương pháp này sẽ giúp khắc phục tối đa các hạn chế của các phương pháp sàng lọc trước sinh cổ điển hiện nay.

### Sàng lọc trước sinh không xâm lấn (NIPT)
NIPT là thuật ngữ chỉ những phương pháp sàng lọc hiện đại, cũng sử dụng mẫu máu của người mẹ để phân tích, nhưng thay vì phân tích các chỉ số hoá sinh như sàng lọc huyết thanh, NIPT phân tích vật liệu di truyền (DNA) của thai nhi. Tất cả các dị tật phổ biến nhất hiện nay (Down, Edwards, Patau,...) đều có nguyên nhân do sự biến đổi trong vật chất di truyền. Do đó NIPT có độ chính xác vượt trội và được coi là bước đột phá trong việc sàng lọc nguy cơ mắc dị tật của thai.
NIPT có thể:
- Sàng lọc các bệnh: Down (trisomy 21), Edwards (trisomy 18), Patau (trisomy 13), bệnh liên quan đến NST giới tính (Triple X), Klinefelter (XXY), Jacobs (XYY), thể tam bội (triploidy - 3n) và các đột biến vi mất đoạn (microdeletion).
- Thực hiện từ giai đoạn sớm: tuần thứ 9 của thai kỳ
- Chỉ thu mẫu máu của người mẹ
- Độ chính xác >99%

Các NIPT trên thế giới hiện nay có thể kể đến: Verify, Panorama, Bambny,...hầu hết các hãng phát triển NIPT đều có trụ sở ở USA.